# Bewitched (filme)
Bewitched (bra: A Feiticeira; prt: Casei com uma Feiticeira) é um filme de fantasia de comédia romântica de 2005 escrito por Nora Ephron e Delia Ephron, e dirigido por Nora Ephron, e estrelado por Nicole Kidman e Will Ferrell ao lado de um elenco com Shirley MacLaine, Michael Caine, Jason Schwartzman e Kristin Chenoweth (em sua primeira aparição no cinema), Heather Burns, Jim Turner, Stephen Colbert, David Alan Grier, Carole Shelley e Steve Carell. O filme segue um ator desempregado (Ferrell) que descobre, na realização de uma nova versão de Bewitched, que sua co-estrela (Kidman) é uma bruxa real.
Esta não é a primeira vez que Nicole Kidman vive uma bruxa no cinema. Em 1998, ela foi a irmã feiticeira de Sandra Bullock, em Practical Magic. Kidman, que, quando criança, acompanhava a série na Austrália, disse que o mais difícil seria balançar o nariz como Samantha fazia ao usar seus poderes: "Eu ainda não pude fazer direito, mas estou determinada a conseguir sem a ajuda de efeitos especiais", afirmou. Reese Witherspoon foi cogitada para ser protagonista. Antes de Will Ferrell ser escolhido, Jim Carrey foi cogitado como protagonista ao lado de Kidman.
Produzido e distribuído pela Columbia Pictures com a Red Wagon Entertainment, o filme é uma re-imaginação da série de televisão de mesmo nome criada por Sol Sacks, estrelada por Elizabeth Montgomery, Dick York e Agnes Moorehead (produzida pelo estúdio de televisão Screen Gems da Columbia, agora Sony Pictures Television). Bewitched foi lançado nos Estados Unidos e no Canadá em 24 de junho de 2005, tanto para falhas críticas quanto comerciais, ganhando US$131,413,159 internacionalmente diante de um orçamento de US$85 milhões. A produção foi considerada decepcionante, principalmente por não ter sido fiel aos personagens da série. Os fãs não perdoaram e foi considerado um fracasso de bilheteria.

## Sinopse
Isabel é uma feiticeira que decide viver no vale californiano de San Fernando e deseja mudar de vida, assim renegando seus poderes de "prazeres instantâneos". Enquanto isso Jack Wyatt, um ator que deseja resgatar sua carreira, se dedica integralmente à nova versão da clássica série de televisão Bewitched, exibida nos anos 1960, na qual interpretará o personagem James.

## Elenco
- Nicole Kidman como Isabel Bigelow / Samantha Stephens
- Will Ferrell como Jack Wyatt / Darrin Stephens
- Shirley MacLaine como Iris Smythson / Endora
- Michael Caine como Nigel Bigelow
- Jason Schwartzman como Ritchie
- Kristin Chenoweth como Maria Kelly
- Heather Burns como Nina
- Stephen Colbert como Stu Robison
- David Alan Grier como Jim Fields
- Jim Turner como Larry
- Katie Finneran coom Sheila Wyatt

### Personagens da série
- Carole Shelley como tia Clara
- Steve Carell como tio Arthur
- Amy Sedaris como Gladys Kravitz
- Richard Kind como Abner Kravitz
- Elizabeth Montgomery (não creditada) como Samantha Stephens (imagens de arquivo)
- Dick York (não creditado) como Darrin Stephens (imagens de arquivo)
- Agnes Moorehead (não creditada) como Endora (imagens de arquivo)
- Paul Lynde (não creditado) como tio Arthur (imagens de arquivo)

### Participações
- Ed McMahon como ele mesmo
- Conan O'Brien como ele mesmo
- James Lipton como ele mesmo
- Nick Lachey como soldado do Vietnã
- Kate Walsh como garçonete
- Abbey McBride como coordenadora da audição
- Teri Robinson como a bruxa

## Recepção
O filme recebeu críticas negativas da crítica, e por muitos dos fãs da série original. O total bruto dos EUA foi $63,313,159, com internacional em $68,100,000. Orçado em $85 milhões, o bruto mundial de $131,413,159 foi considerado decepcionante. Rotten Tomatoes informou que 24% dos críticos deram ao filme uma revisão positiva, com base em 182 avaliações.
A crítica sentiu que Nicole Kidman e Will Ferrell não faziam um bom casal na tela e ganharam os dois um Framboesa de Ouro de Pior Dupla do cinema. O filme também foi indicado a Pior Diretor, Pior Ator (Will Ferrell), Pior Roteiro e Pior Remake ou Sequência. O New York Times chamou o filme de "um desastre absoluto". Os críticos australianos Margaret Pomeranz e David Stratton deram ao filme três estrelas e meia de cinco estrelas. Ambos disseram que Kidman capturou a personagem exatamente.
Por outro lado, recebeu indicação ao Young Artist Award na categoria "Melhor Filme para a Família - Comédia /Musical".
A cena em que uma garota na festa conta que tem hepatite c desagradou um órgão voltado para o tratamento da doença. Engraçada ou não, a piada não foi bem aceita pela Fundação Americana do Fígado: "Tragicamente, esse comentário notadamente sem graça joga com o estigma que muitas pessoas com hepatite C têm que combater todo santo dia", disse em nota Frederick G. Thompson, presidente e executivo chefe da fundação.

## Home media
O DVD foi lançado em 25 de outubro de 2005, pela Sony Pictures Home Entertainment. Ele incluía cenas deletadas, como o casamento de Jack e Isabel e uma versão estendida de Isabel ficando louca e furiosa, vários bônus de making-of, um jogo de trivia, e um comentário em áudio pelo diretor.

## Na cultura popular
Em um episódio de Gilmore Girls, Luke e Lorelai falam sobre filmes, incluindo Star Wars Episode III: Revenge of the Sith e Bewitched. Enquanto Luke comenta "o chão de cima" e "aquelas coisinhas de flash de luz" do mais recente filme de Star Wars, Lorelai diz que não pode criticar o filme, porque ele queria vê-lo. Luke então acusa ela de fazer o mesmo sobre Bewitched. Lorelai concorda em que Nicole Kidman foi uma boa escolha, mas ficou consternada que Larry Tate não foi incluído no filme.
O episódio "Jungle Love" de Family Guy apresenta uma cena zombando o filme depois de Stewie reclama de pagar para vê-lo. Na cena, Stewie assiste a uma curta paródia do filme, em que a personagem de Kidman diz: "Adivinha o quê, eu sou uma bruxa!" e Ferrell responde: "Adivinha o quê, eu sou um fã dos Clippers! "O público no cinema ri disso, o que enfurece Stewie tanto que ele voa para casa de Ferrell em Los Angeles para socá-lo no rosto, exclamando: "Isso não é engraçado!".